# Cosinella
Cosinella es un género de foraminífero bentónico considerado como nomen nudum e invalidado, aunque también considerado un sinónimo posterior de Murciella de la subfamilia Rhapydionininae, de la familia Rhapydioninidae, de la superfamilia Alveolinoidea, del suborden Miliolina y del orden Miliolida. Su rango cronoestratigráfico abarcaba el Santoniense superior (Cretácico superior).

## Clasificación
En Cosinella no se ha considerado ninguna especie.